# Circuito eliminador de bateria
Um CEB ou circuito eliminador de bateria, em inglês batery eliminator circuit (BEC), é um circuito eletrônico destinado a fornecer potência elétrica a outro circuito sem a necessidade de uma bateria. Historicamente a expressão foi algumas vezes utilizada para descrever dispositivos usados para alimentar equipamentos movidos a bateria, de eletricidade. Este é ainda o caso em muitos produtos oferecidos no lojas de eletrônicos no varejo.

## Estúdio fotográfico
Câmeras montadas em tripé em estúdios de fotografia muitas vezes usam um CEB para evitar ter de interromper sessões de tiro longo para substituir baterias. O uso do tripé pode também interferir com o acesso à tampa da bateria.

## Modelos rádio-controlados (R/C)
Em um modelo rádio controlado, um CEB pode sentir a queda de tensão causada quando a bateria está com pouca carga. Ele então corta a alimentação de tração do motor para fornecer "direção" ao(s) servo(s) com energia suficiente para trazer rapidamente e de modo seguro o modelo ao operador. No caso de uma aeronave, a alimentação para a hélice seria cortada porém a operação das superfícies de controle (e.g ailerons) seriam mantidas para realizar um pouso de emergência. Sem esta funcionalidade, todo o controle seria perdido quando a carga da bateria fosse esgotada, provavelmente resultando na destruição do modelo. Alguns Receptores têm um CEB embutido, contudo alguns não o possuem. Alguns fabricantes extraem o CEB para tornar os receptores mais compactos como os modelistas de carros RC preferem.
No caso de modelos rádio controlados, CEBs em suas formas mais simples usam um regulador de voltagem linear fixo com seu circuito padrão sugerido na folha de dados (datasheet) dos fabricantes - normalmente a fonte de energia do receptor necessita de 5V. Tipos com baixa queda são preferidos - especialmente para baterias com apenas algumas células. Para pequenos modelos 1.5A a 2A são suficientes, para modelos de tamanho médio um tipo 3A deve ser considerado. CEBs para grandes modelos têm de fornecer corrente de 5A ou mais. Neste caso um regulador de modo comutável mais complicado deveria ser usado, como o CEB tem que lidar com perdas. Estas perdas são proporcionais à diferença do voltagem esperada de 5 volts e a voltagem da bateria principal, bem como elas são proporcionais à corrente fornecida. Por exemplo, um acumulador (NiMh) de 10 células com uma voltagem normal de 12 volts. Com uma corrente de pico de 5A o CEB terá perdas de (12V-5V)*5A = 35W. Com um regulador linear esses 35W serão convertidos calor exigindo assim um grande redutor de calor. Em todos os casos é uma boa idéia montar alguns capacitores grandes para proteger a saída regulada. Em grandes modelos ou modelos de transporte outra possibilidade é proteger a fonte de energia com um capacitor adicional próximo dos atuadores (servos).

## Veículos
CEBs também são utilizados em algumas aplicações em motocicletas e ATV para reduzir a penalidade de peso em virtude do transporte da bateria. A bateria é tipicamente substituída por um ou mais capacitores grandes, porém leves os quais suavizam os pulsos elétricos oscilantes vindos de um alternador, sem gerarem própriamente energia. Como não há fonte de potência elétrica, entradas elétricas não podem ser usadas.